# تصريف المياه

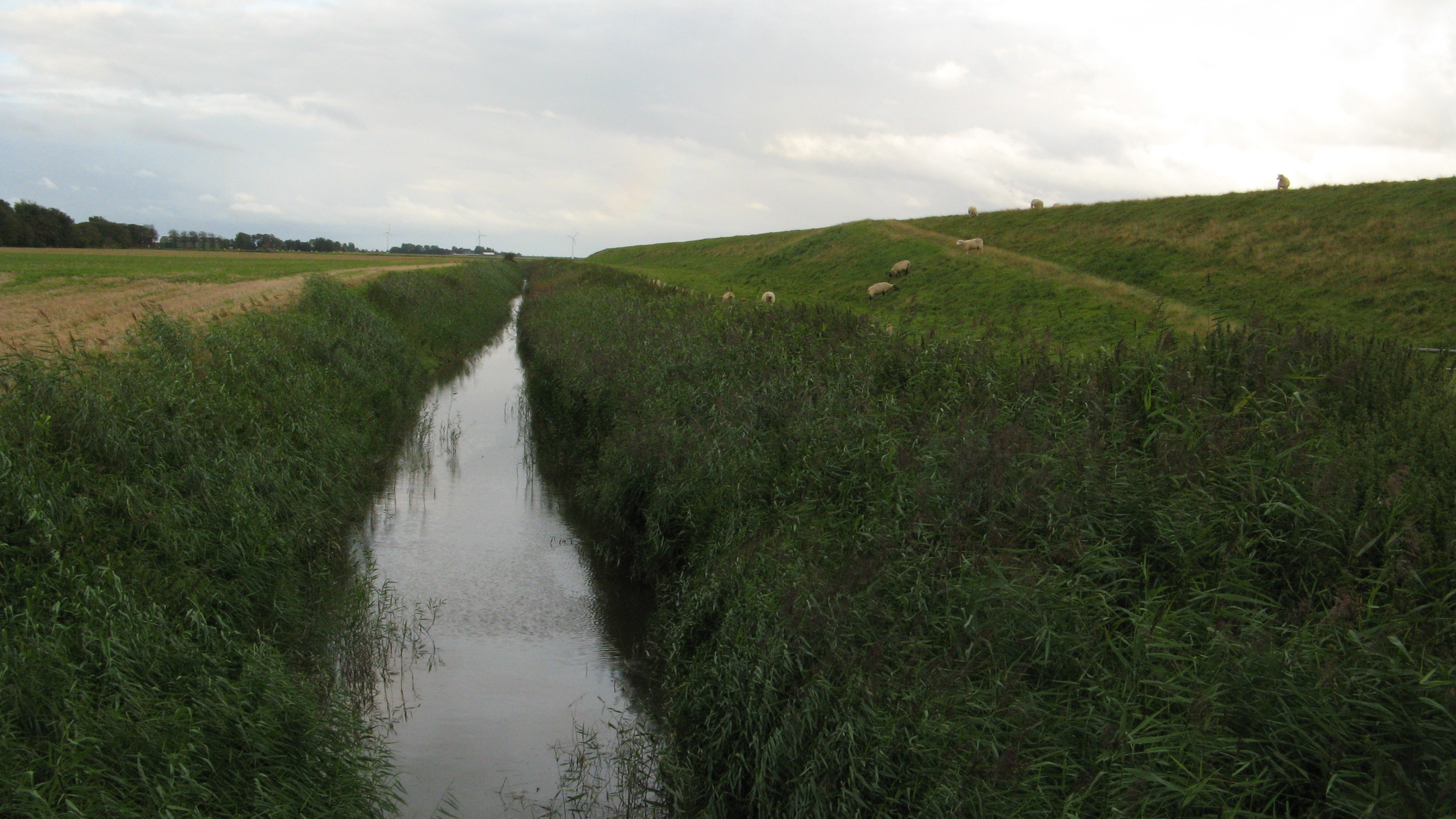
قناة تصريف

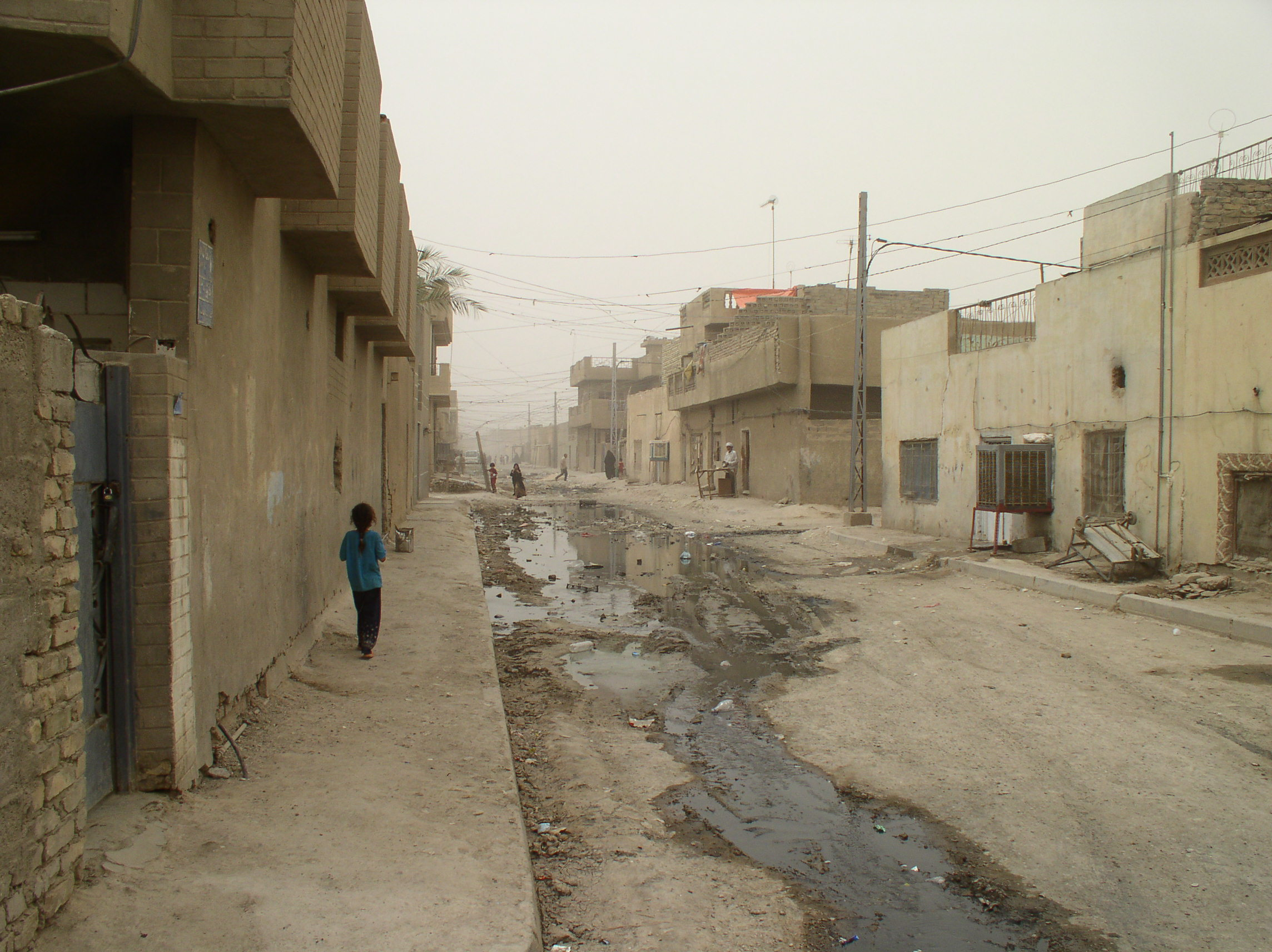
مياه راكدة في مدينة الصدر

التصريف هو الاستنضاب التخلص من المياه السطحية بشكل طبيعي أو بفعل الإنسان. ومعناها لغة صرف الشيء أي أبعده، وتصريف الماء لغة انصرافه.

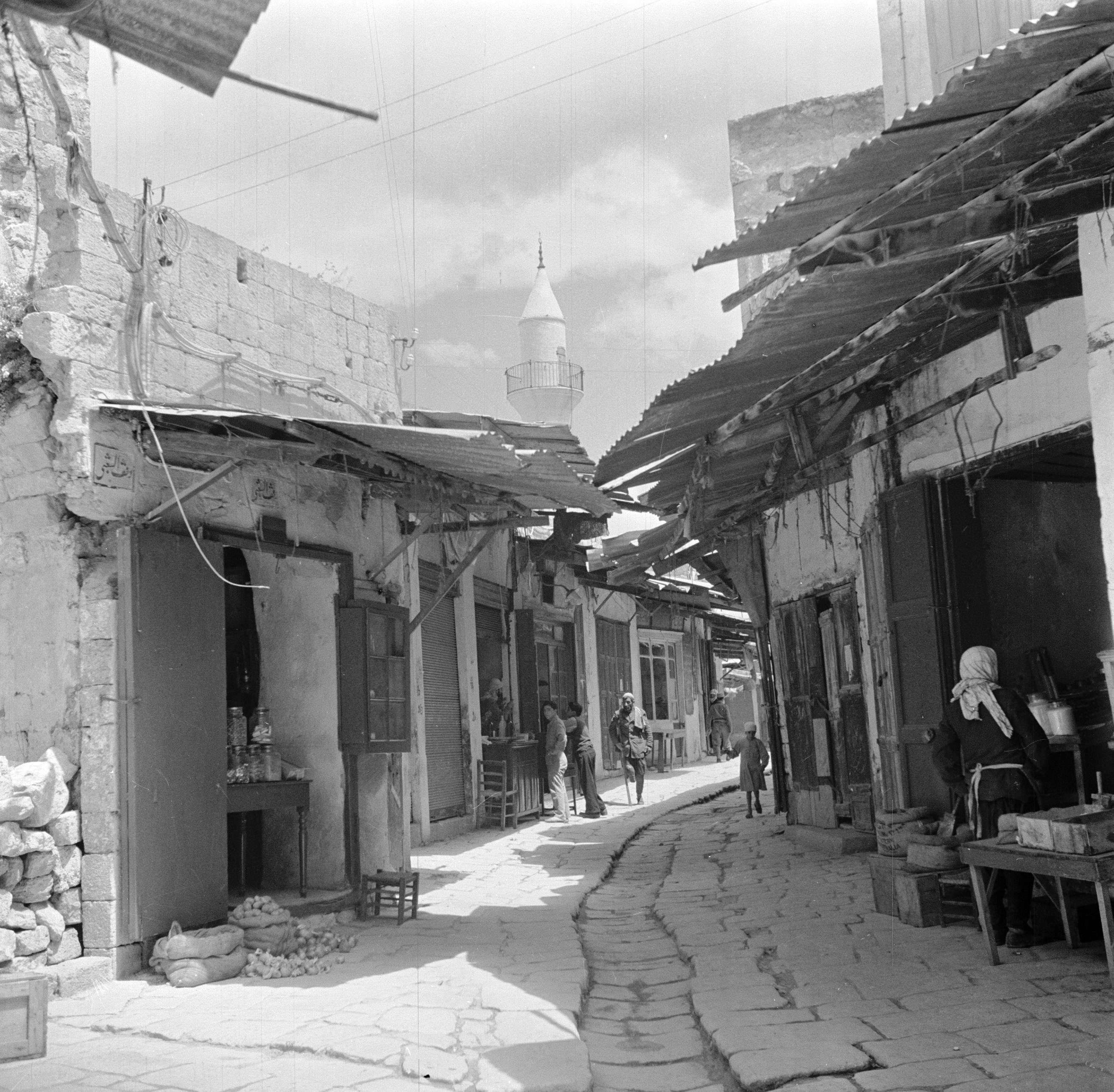
عكا القديمة